# Sent Joan d'Eiraud
Sent Joan d'Eiraud (en francès Saint-Jean-d'Eyraud) és un municipi francès situat al departament de la Dordonya i a la regió de la Nova Aquitània.

## Demografia
| 1962                                       | 1968 | 1975 | 1982 | 1990 | 1999 | 2007 |
| ------------------------------------------ | ---- | ---- | ---- | ---- | ---- | ---- |
| 223                                        | 211  | 192  | 160  | 166  | 185  | 195  |
| Des de 1962: població sense dobles comptes |      |      |      |      |      |      |

## Administració
| Període   | Identitat           | Partit |
| --------- | ------------------- | ------ |
| 2001-2008 | Pierre Vandenberghe |        |
| 2008-     | Raymond Cuvelier    |        |